# Teorema di completezza
Nella logica matematica il teorema di completezza (debole) afferma che:
Una teoria è soddisfacibile se e solo se l'albero unione {\displaystyle T^{\infty }}, unione degli alberi {\displaystyle T_{n}} della successione costruita a partire da una teoria, è aperto.
Nella logica matematica il teorema di completezza (forte) afferma che:
Una teoria è non soddisfacibile se e solo se esiste un {\displaystyle n} appartenente ai naturali {\displaystyle \mathbb {N} } tale che l'albero {\displaystyle T_{n}} della successione è chiuso.